# Børge
Børge ist ein dänischer und norwegischer männlicher Vorname. Die schwedische Form des Namens ist Börge oder Börje.

## Namensträger
- Knud Børge Andersen (1914–1984), dänischer Politiker
- Børge Benum (* 1963), norwegischer Skispringer
- Børge Brende (* 1965), norwegischer Politiker
- Kjell-Børge Freiberg (* 1971), norwegischer Politiker
- Børge Lund (* 1979), norwegischer Handballspieler und -trainer
- Knud Børge Martinsen (1905–1949), dänischer Offizier
- Børge Ousland (* 1962), norwegischer Polarforscher
- Børge Rosenbaum (Victor Borge; 1909–2000), dänisch-amerikanischer Pianist und Komödiant

und die fiktive Figur
- Børge Jensen, Figur der Olsenbande-Filme, Sohn von Yvonne und Kjeld

## Nachname
- Christine Albeck Børge (* 1974), dänische Schauspielerin